# Sulpiz Hamm
Sulpiz Hamm (auch als Sulpicius Hamm bekannt) (* 30. September 1877 in Berlin; † 12. Dezember 1944 in Beiert) war ein deutscher Politiker und Oberbürgermeister der Stadt Recklinghausen.

## Leben
Nach seinen beiden juristischen Staatsexamen – zwischenzeitlich leistete er als Einjährig-Freiwilliger beim Bergischen Feld-Artillerie-Regiment in Köln Militärdienst – wurde Sulpiz Hamm am 15. Dezember 1905 zunächst Hilfsrichter beim Amts- und Landgericht Köln und vom 1. Mai 1907 an für zwei Jahre Hilfsarbeiter bei der Provinzialverwaltung Rheinprovinz. Nach vorübergehender Beschäftigung als Hilfsrichter beim Amts- und Landgericht Düsseldorf wurde er zum Beigeordneten der Stadt Recklinghausen gewählt und am 1. April 1910 in sein Amt eingeführt. Seine Wahl zum Zweiten Bürgermeister der Stadt fiel auf den 29. Januar 1915. Vier Jahre später, am 12. September 1919, wurde er in das Amt des Bürgermeisters eingeführt. Den Titel Oberbürgermeister führte er vom 28. August 1920 ab. Am 12. September 1931 ging er in den Ruhestand und verzog nach Köln.
Hamm gehörte der Zentrumspartei an, war von 1919 bis 1931 für den Wahlkreis Recklinghausen-Stadt Mitglied des Westfälischen Provinziallandtages und von 1921 bis 1931 dessen Vorsitzender. Während des Ersten Weltkrieges war er als Leutnant beim Reserve-Feld-Artillerie-Regiment Nr. 33 eingesetzt.